# Al mundo-niño, le canto
Al mundo-niño, le canto es el octavo álbum de estudio del cantautor chileno Ángel Parra, lanzado originalmente en 1968 por el sello Arena.
Cuenta con el acompañamiento en guitarra de Julio Villalobos, miembro de  Blops 

## Lista de canciones
Toda la música compuesta por Ángel Parra. 
| Al mundo-niño, le canto |                                                |          |  |
| N.º                     | Título                                         | Duración |  |
| 1.                      | «El circo»                                     |          |  |
| 2.                      | «Manseque»                                     |          |  |
| 3.                      | «Llega la mañana»                              |          |  |
| 4.                      | «Canción para Angélico»                        |          |  |
| 5.                      | «El Manuelito chileno»                         |          |  |
| 6.                      | «Muñeca de trapo»                              |          |  |
| 7.                      | «El volantín»                                  |          |  |
| 8.                      | «Gabriela del palomar» (o «Perrito andariego») |          |  |
| 9.                      | «Canción para Javiera»                         |          |  |
| 10.                     | «Del norte vengo, Maruca»                      |          |  |